# Muara Danau (Semendo Darat Laut)
Muara Danau is een bestuurslaag in het regentschap Muara Enim van de provincie Zuid-Sumatra, Indonesië. Muara Danau telt 862 inwoners (volkstelling 2010).